# Annika Wonner
Annika Wonner (geboren 2005) ist eine österreichische Schauspielerin.

## Biografie
Annika Wonner nahm ab ihrem zehnten Lebensjahr an Theaterkursen, zunächst am Grazer Kinder- und Jugendtheater Next Liberty, anschließend am Theater am Ortweinplatz und bei der Grazer Sommerakademie teil.
Sie stellt in der Mini-Serie Am Anschlag – Die Macht der Kränkung von ZDFneo (Regie: Umut Dağ) die Rolle Fanny an Johanna Wokaleks Seite dar. Außerdem spielt sie in Catalina Molinas drittem Landkrimi Flammenmädchen die Titelrolle Sophie.

## Filmografie
- 2021: Am Anschlag – Die Macht der Kränkung (Fernsehserie)
- 2021: Landkrimi – Flammenmädchen (Fernsehfilm)
- 2024: SOKO Donau (Fernsehserie, Folge Bonnie und Bonnie)
- 2024: Die Fälle der Gerti B. (Fernsehserie)
- 2024: Schnell ermittelt (Fernsehserie, Folge Angelika Zulehner)

## Auszeichnungen und Nominierungen
Romyverleihung 2022
- Nominierung in der Kategorie Entdeckung weiblich für Das Flammenmädchen und Die Macht der Kränkung[6]